# Тян Ик Хван
Тян Ик Хван, упоминается также как Чан Ик Хван, русское имя — Фёдор Александрович (декабрь 1918 года, российский Дальний Восток — 1980 год, КНДР) — северокорейский государственный деятель. Заместитель министра образования, посол КНДР в Чехословакии (до 1963 года).

## Биография
В 1934 году поступил во Владивостокский педагогический институт. В 1937 году депортирован в Казахскую ССР. Продолжил своё образование в педагогическом институте в Кзыл-Орде, который окончил в 1939 году. Преподавал математику в школе в городе Темир. Позднее воссоединился со своей семьёй в одном из корейских колхозов в Каратальском районе Алма-Атинской области. Был преподавателем, директором местной школы в колхозе.
В конце 1946 года командирован в Северную Корею по постановлению Политбюро ЦК ВКП(б) от 10 октября 1946 года. Был назначен директором политехнического института в Пхеньяне. В 1951 году упоминается в воинском звании генерал-майора. С января 1952 года — начальник управления высшего образования Министерства просвещения КНДР, в декабре 1955 года — заместитель Министра просвещения. Принял гражданство КНДР.
С 1959 года — на различных должностях в Министерстве иностранных дел. До 1963 года был послом КНДР в Чехословакии. В 1963 году возвратился в Пхеньян. Учился в высшей партийной школе, по окончании которой занимал руководящую должность в Комитете по печати. В 1966 году в ходе политических репрессий был обвинён в просоветской позиции, отстранён от должности и выслан в одну из провинций.
Скончался в 1980 году.